# Děpold
Děpold (auch: Děpolt; deutsch: Fürst Theobald I. von Böhmen-Jamnitz; † 1167 in Italien) war ein böhmischer Fürst aus dem Geschlecht der Přemysliden.

## Leben
Seinem jüngsten Sohn hinterließ Fürst Vladislav I. die Ländereien um Jemnice. 1145 verband sich Děpold mit weiteren Ländereienteilhabern aus Mähren und überfiel den Olmützer Bischof Heinrich Zdik. Dies brachte ihm einen Kirchenbann ein, von dem er jedoch nach einer Pilgerfahrt nach Rom gelöst wurde.
Nachdem sein Bruder, der herrschende Fürst Vladislav II., sich auf einen Kreuzzug nach Palästina begab, wurde Děpold Landverwalter. Er herrschte mit strenger Ordnung und verhinderte die Machtübernahme des Fürsten Soběslav, den er 1148 bei Zdice gefangen nahm.
1153 heiratete Děpold Gertrud, eine Tochter des Markgrafen Albrecht der Bär. Seine Tochter Hedwig wurde mit Friedrich I. von Brehna (* um 1145) verheiratet, und saßen auf den Grafschaften Brehna und Camburg.
Nach der Hochzeit begleitete er seinen Bruder auf einigen Kriegszügen. 1158 begab er sich mit diesem zur Belagerung Mailands nach Italien, um dort den Kaiser Friedrich Barbarossa zu unterstützen. In den Folgejahren führte Děpold weitere Heere böhmischer Soldaten nach Italien. Während des vierten Italienzugs Barbarossas, brach im Heerlager in Rom unter den Truppen die Ruhr aus, auch Děpold infizierte sich und verstarb.
Seine Nachfahren, die Fürsten von Děpold, bildeten eine Linie der Přemysliden, deren Mitglieder meist in Nordböhmen ansässig waren.